# Agro TV (Argentina)
Agro TV es un programa televisivo argentino especializado en el sector agropecuario, producido por Artear y emitidos por El Trece Satelital y Metro. Es conducido por Diego Peydro.

## Historia
El programa nació en 2003, con el objetivo de difundir los avances tecnológicos y productivos del ámbito rural, realizados principalmente por empresas privadas auspiciantes; cuenta con un importante soporte audiovisual sobre las diversas temáticas que le interesan al productor agropecuario. 

## Curiosidades
Agro TV se emite por Canal Metro, disponible en Cablevisión Flow, Movistar Play-Movistar TV y DirecTV; también se emite por la señal satelital de El Trece en el mismo horario que en Capital Federal y Gran Buenos Aires ofrece el ciclo humorístico Plan TV.

## Equipo

### Conductor
- 2003-presente: Diego Peydro

### Locutor
- 2003-presente: Daniel Ruiz

## Actualidad
Tiene presencia en las megamuestras a campo abierto más importantes del mundo, donde se exponen las últimas innovaciones tecnológicas, como por ejemplo: Expoagro (Argentina), Farm Progress Show (Estados Unidos) y Agrishow (Brasil). También cubre los congresos tecnológicos que se realizan a lo largo y a lo ancho de la Argentina: INTA, CREA, AAPRESID y Fundación Producir Conservando.